# 1245 Calvinia
1245 Calvinia è un asteroide della fascia principale del diametro medio di circa 26,84 km. Scoperto nel 1932, presenta un'orbita caratterizzata da un semiasse maggiore pari a 2,8929017 UA e da un'eccentricità di 0,0773223, inclinata di 2,88653° rispetto all'eclittica.
Il suo nome è un omaggio alla cittadella di Calvinia, nella Provincia del Capo Settentrionale, in Sudafrica.